# Galina Alekseeva
Galina Aleksandrovna Alekseeva (in russo Галина Александровна Алексеева?; Mosca, 27 ottobre 1947 – Mosca, 4 febbraio 2024) è stata una tuffatrice sovietica.

## Carriera
Rappresentò l'Unione Sovietica ai Giochi olimpici di Tokyo 1964, vincendo una medaglia di bronzo.

## Palmarès
- Giochi olimpici

Tokyo 1964: bronzo nella piattaforma 10 m.